# Крочетта-дель-Монтелло
Крочетта-дель-Монтелло (італ. Crocetta del Montello, вен. Croxeta del Monteło) — муніципалітет в Італії, у регіоні Венето, провінція Тревізо.
Крочетта-дель-Монтелло розташована на відстані близько 440 км на північ від Рима, 50 км на північний захід від Венеції, 25 км на північний захід від Тревізо.
Населення — 6049 осіб (2014).
Щорічний фестиваль відбувається 30 листопада. Покровитель — Андрій Первозваний.

## Демографія
Населення за роками:

Станом на 1 січня 2023 року в муніципалітеті офіційно проживало 660 іноземців з 33 країн, серед них 119 громадян країн Євросоюзу та 42 громадяни України.

## Сусідні муніципалітети
- Корнуда
- Монтебеллуна
- Моріаго-делла-Батталья
- Педеробба
- Відор
- Вольпаго-дель-Монтелло

## Уродженці
- Леонора Фані (нар. 1954) — італійська кіноакторка й еротична фотомодель.